# Alex D. Linz
Pour les articles homonymes, voir Linz (homonymie).
Alexander David Linz est un acteur américain né le 3 janvier 1989 à Santa Barbara, en Californie (États-Unis). Il a tourné dans plusieurs films de Disney. Il est surnommé child actor en référence à ses nombreuses apparitions dans des films durant son enfance.

## Biographie
Né à Santa Barbara, Linz est élevé dans une famille d'origine juive et est découvert par un imprésario à l’âge de cinq ans. Il tourne alors son premier spot pour J. C. Penney, et tient par la suite la vedette d’une vingtaine de films publicitaires, notamment pour McDonald’s.
Élu « Jeune Star de l’Année » lors du ShoWest Convention de 1997, Alex D. Linz fait ses débuts à l’écran dans la comédie de Ben Stiller Disjoncté et interprète le fils de Michelle Pfeiffer dans la comédie romantique de Michael Hoffman Un beau jour. Il tourne aussi dans Maman, je m'occupe des méchants ! de Raja Gosnell et prête sa voix au jeune Tarzan dans le long métrage animé de Disney. Il incarne le fils de Gwyneth Paltrow dans Un amour infini réalisé par Don Roos, prête sa voix au jeune Francis Dolarhyde dans Dragon rouge de Brett Ratner et est Billy dans The Moguls de Michael Traeger.
Linz s’est aussi fait connaître dans des séries comme Lois et Clark : les Nouvelles Aventures de Superman, Notre belle famille, Les Feux de l'amour et Cybill. Il tient un rôle régulier dans Providence et a également participé au téléfilm La Falaise mystérieuse.

## Filmographie
- 1995 : Disparu (en) (Vanished) (TV) : Teddy
- 1995 : Les Feux de l'amour (The Young and the Restless) (série TV) : Phillip Chancellor IV #6 (1995)
- 1995 : Loïs et Clark : Les Nouvelles Aventures de Superman (Lois & Clark: The New Adventures of Superman) (TV) : Jesse Stipanovic
- 1996 : Disjoncté / Le Gars du câble (The Cable Guy) : Tony
- 1996 : Hantée (en) (The Uninvited) (TV) : Jonathan Johnson
- 1996 : Un beau jour (One Fine Day) : Sammy Parker
- 1997 : Maman, je m'occupe des méchants ! (Home Alone 3) : Alex Pruitt
- 1998 : Carson's Vertical Suburbia (TV) : Carson
- 1998 : Les Aventures de Ronald McDonald (The Wacky Adventures of Ronald McDonald (vidéo) : Franklin (voix)
- 1999 : Mon frère, le cochon (en) (My Brother the Pig) : Freud
- 1999 : Tarzan : Young Tarzan (voix)
- 2000 : Bruno : Bruno Battaglia
- 2000 : Titan A.E. : Young Cale (voix)
- 2000 : Un amour infini (Bounce) : Scott Janello
- 2001 : The Jennie Project (en) (TV) : Andrew Archibald
- 2001 : Providence : Pete Calcatera
- 2001 : Le Grand Coup de Max Keeble (Max Keeble's Big Move) de Tim Hill : Max Keeble
- 2001 : Mon copain Mac, héros des étoiles (Race to Space) : Billy von Huber
- 2002 : Dragon rouge (Red Dragon) : Young Francis Dolarhyde (voix)
- 2002 : Hé Arnold !  : Arnold Shortman (voix)
- 2003 : Exit 9 (TV) : Richie Sommerset
- 2003 : Full-Court Miracle (en) (TV) : Alex Schlotsky
- 2005 : The Amateurs : Billy

## Distinctions

### Récompenses
- 1997 : Jeune star de l'année au ShoWest Convention ;
- 1997 : Meilleure performance dans une comédie au YoungStar Awards.

### Nominations
- 2002 : Meilleure performance TV au Young Artist Awards.
- 2000 : Meilleure performance de doublage TV (Voice-Over) au Young Artist Awards.
- 1998 : Meilleure performance dans un long métrage au Young Artist Awards.
- 1998 : Meilleure performance dans une comédie au YoungStar Awards.
- 1997 : Meilleure performance dans un long métrage au Young Artist Awards.